# 奈良県道276号山添月ヶ瀬梅林線
奈良県道276号山添月ヶ瀬梅林線（ならけんどう276ごう やまぞえつきがせばいりんせん）は、奈良県山辺郡山添村から奈良市に至る一般県道である。

## 概要
山辺郡山添村大字大西から奈良市月ヶ瀬嵩に至る。
山辺郡山添村中心部の名阪国道 山添ICから、奈良市月ヶ瀬地区にある月ヶ瀬梅林付近までを結ぶ路線である。しかし一部の地図では奈良県道181号遅瀬西波多線交点から終点までの区間が県道として表記されていない場合がある。小型車一台分の区間が多いほか、嵩の集落付近は遅瀬に至る林道とルートが紛らわしい点に注意を要する。

### 路線データ
- 起点：山辺郡山添村大字大西（山添IC、国道25号・奈良県道・三重県道80号奈良名張線交点）
- 終点：奈良市月ヶ瀬嵩（奈良県道214号月瀬三ケ谷線交点）

## 地理

### 通過する自治体
- 奈良県
  - 山辺郡山添村 - 奈良市

### 交差する道路
| 交差する道路                                             | 市町村名 | 市町村名 | 交差する場所 | 交差する場所     |
| -------------------------------------------------------- | -------- | -------- | ------------ | ---------------- |
| 国道25号 / E25 名阪国道 奈良県道・三重県道80号奈良名張線 | 山辺郡   | 山添村   | 大字大西     | 21 山添IC / 起点 |
| 奈良県道181号遅瀬西波多線                                | 山辺郡   | 山添村   | 大字西波多   |                  |
| 奈良県道214号月瀬三ケ谷線                                | 奈良市   | 奈良市   | 月ヶ瀬嵩     | 終点             |

### 沿線
- 山添村立山添中学校
- 山添村役場
- 月ヶ瀬梅林（終点付近）